# Hymn Tajlandii
Phleng Chat Thai (taj. เพลงชาติไทย, tłum. Hymn narodowy Tajlandii) – hymn państwowy Tajlandii, skomponowany w 1932 roku przez Petera Feita (taj. Phra Jenduriyang). Słowa napisał Luang Saranupraphan w 1939 r., 10 grudnia tego samego roku utwór stał się hymnem narodowym Tajlandii.
Każdego dnia o godzinie 8:00 i 18:00 wszystkie programy radiowe i telewizyjne Tajlandii odtwarzają hymn państwowy, który jest nadawany również w miejscach publicznych, takich jak dworce autobusowe, szkoły, baseny, posterunki policji, itd. W tym momencie należy wyrazić szacunek wobec hymnu poprzez zatrzymanie się lub powstanie z miejsca. Seanse filmowe w kinach są również poprzedzane wyświetleniem krótkiego filmu na cześć króla Tajlandii oraz odegraniem hymnu.

## Słowa
Słowa tajskie
ประเทศไทยรวมเลือดเนื้อชาติเชื้อไทย

เป็นประชารัฐ ไผทของไทยทุกส่วน

อยู่ดำรงคงไว้ได้ทั้งมวล

ด้วยไทยล้วนหมาย รักสามัคคี

ไทยนี้รักสงบ แต่ถึงรบไม่ขลาด

เอกราชจะไม่ให้ใครข่มขี่

สละเลือดทุกหยาดเป็นชาติพลี

เถลิงประเทศชาติไทยทวี มีชัย ชโย
transkrypcja
prà-thêt thai ruam lûeat núea chât chúea thai

pen prà-cha-rát · phà-thai khŏng thai thúk sùan

yù dam-rong khong wái dâi tháng muan

dûai thai lúan măi · rák să-mák-khi

thai ní rák sà-ngòp · tàe thŭeng róp mâi khlât

èk-kà-rât chà mâi hâi khrai khòm khì

sà-là lûeat thúk yàt pen chât phli

thà-lŏeng prà-thêt chât thai thá-wi · mi chai · chá-yo
Polskie tłumaczenie
Tajlandia jednoczy wszystkich Tajów.

Każdy jej centymetr należy do nich.

Tajlandia zawsze byłe nie podległa, a Tajowie zjednoczeni.

Tajowie kochają pokój, ale zawsze są gotowi do wojny.

Nikt nie odbierze nam wolności.

Będziemy walczyć do ostatniej kropli krwi.

Jesteśmy dumni niech żyje zwycięstwo!